# Richard Commey
Richard Commey est un boxeur ghanéen né le 10 mars 1987 à Accra.

## Carrière
Passé professionnel en 2011, il remporte le titre vacant de champion du monde des poids légers IBF le 2 février 2019 après sa victoire par arrêt de l'arbitre au 2e round contre Isa Chaniev. Il conserve son titre le 28 juin 2019 en battant par KO au 8e round Raymundo Beltran avant d'être à son tour battu par arrêt de l’arbitre au 2e round le 14 décembre 2019 contre Teofimo Lopez.